# 코레즈주의 아롱디스망

코레즈 주의 아롱디스망.

코레즈주의 아롱디스망에는 총 3개가 있다.
- 튈 아롱디스망 (코레즈 주의 주도 : 튈)은 개의 캉통과 117개의 코뮌이 속해 있다.
- 브리브라가야르드 아롱디스망 (준주도 : 브리브라가야르드)은 9개의 캉통과 98개의 코뮌이 속해 있다.
- 위셀 아롱디스망 (준주도 : 위셀)은 5개의 캉통과 68개의 코뮌이 속해 있다.

## 역사
- 1790년 : 네 개의 디스트리크 설치 - 브리브, 튈, 위셀, 위제르슈
- 1800년 : 세 개의 아롱디스망 설치 - 브리브, 튈, 위셀
- 1926년 : 위셀 아롱디스망 폐지
- 1943년 : 위셀 아롱디스망 복구
- 2015년 3월 : 2014년 캉통 개편으로 이전에는 하나당 한 개의 아롱디스망에만 속했던 캉통들 중에서 세 개의 캉통이 두 개의 아롱디스망에 걸치게 되었다.